# Preisfunktional
Das Preisfunktional (englisch price functional) ist ein Begriff aus der Finanzmathematik. Das Preisfunktional weist einem erreichbaren Konsumprozess (englisch attainable consumption process) seine Initialkosten zu.

## Definition
Wir betrachten einen (arbitrage-freien) multiperiodischen Finanzmarkt in stetiger Zeit {\displaystyle [0,T]} mit {\displaystyle N} endogenen Wertpapieren, wobei das Wertpapier {\displaystyle 1} eine lokal-risikolose Anleihe (Numéraire) ist. Wir verzichten auf eine detaillierte Beschreibung des Finanzmarktes und erwähnen nur die wichtigsten Elemente, die für das Verständnis der Definition relevant sind.
Wie üblich haben wir einen filtrierten Wahrscheinlichkeitsraum {\displaystyle (\Omega ,\mathbb {F} ,\{{\mathcal {F}}_{t}\},P)} mit den üblichen Bedingungen.

### Annahmen
Sei {\displaystyle S} ein Preissystem und die Preisprozesses {\displaystyle S_{t}=(S_{1t},\dots ,S_{Nt})} seien Semimartingale. Mit {\displaystyle D_{1},\dots ,D_{N}} bezeichnen wir die Auszahlungen (englisch payoffs), so dass diese messbar bezüglich der terminalen σ-Algebra {\displaystyle {\mathcal {F}}_{T}} sind und {\displaystyle S_{nT}=D_{n}} für {\displaystyle 1\leq n\leq N}.
{\displaystyle Q} sei ein Equilibriums-Preis-Maß auf {\displaystyle \{\Omega ,\mathbb {F} \}}, das heißt {\displaystyle Q} ist äquivalent zu {\displaystyle P} und der diskontierte Preisprozess {\displaystyle {\tfrac {S_{nt}}{S_{1t}}}} für {\displaystyle 1\leq n\leq N} ist ein {\displaystyle Q}-gleichgradig-integrierbares Martingal.
Mit {\displaystyle \Theta } bezeichnen wir die Menge der Handelsstrategien. Die Elemente in {\displaystyle \theta \in \Theta } sind so definiert, dass der diskontierte Wertprozess {\displaystyle {\tfrac {\theta _{t}'S_{t}}{S_{1t}}}} ein {\displaystyle Q}-gleichgradig-integrierbares Martingal ist, das impliziert, dass keine Arbitrage-Strategie existiert. 
{\displaystyle M(S)} ist die Menge der erreichbaren Konsumprozessen zu den Preisen {\displaystyle S}.

### Preisfunktional
Das Preisfunktional {\displaystyle \phi :M(S)\to \mathbb {R} } ist für jeden erreichbaren Konsumprozess {\displaystyle C=\{C_{0},C_{T}\}\in M(S)} durch
{\displaystyle \phi (C)=C_{0}+\theta '_{0}S_{0}}
für alle Handelsstrategien {\displaystyle \theta \in \Theta } mit
{\displaystyle C_{T}=\theta _{T}'D}
definiert.

#### Existenz
Die Existenz des Preisfunktionals ist eine Folge davon, dass keine Arbitrage-Strategien in {\displaystyle \Theta } existieren.